# Pianta termoxerofila
Una pianta termoxerofila è un vegetale che ha sviluppato, congiuntamente, meccanismi di adattamento e resistenza alle alte temperature e alla carenza idrica. Le piante termoxerofile sono pertanto originarie di regioni tropicali o temperate a clima caldo-arido.